# مارك ديكارلو
مارك ديكارلو (بالإنجليزية: Mark DeCarlo)‏ هو ممثل أمريكي، ولد في 23 يونيو 1962 في شيكاغو في الولايات المتحدة.

## أعمال

### مسلسلات
- الفتى العبقري

## وصلات خارجية
- مارك ديكارلو على موقع IMDb (الإنجليزية)
- مارك ديكارلو على موقع ألو سيني (الفرنسية)
- مارك ديكارلو على موقع ميوزك برينز (الإنجليزية)
- مارك ديكارلو على موقع قاعدة بيانات الأفلام السويدية (السويدية)
- مارك ديكارلو على موقع قاعدة بيانات الفيلم (الإنجليزية)
- مارك ديكارلو على موقع كينوبويسك (الروسية)